# Домартен ле Тул
Домартен ле Тул (фр. Dommartin-lès-Toul) насеље је и општина у североисточној Француској у региону Лорена, у департману Мерт и Мозел која припада префектури Тул.
По подацима из 2011. године у општини је живело 2012 становника, а густина насељености је износила 292,87 становника/km². Општина се простире на површини од 6,87 km². Налази се на средњој надморској висини од 240 метара (максималној 295 m, а минималној 201 m).

## Демографија
| 1962. | 1968. | 1975. | 1982. | 1990. | 1999. | 2011. |
| ----- | ----- | ----- | ----- | ----- | ----- | ----- |
| 927   | 1.004 | 1.218 | 1.714 | 1.639 | 1.644 | 2.012 |

График промене броја становника у току последњих година